# Église Notre-Dame-de-la-Salette de Paris
Pour les articles homonymes, voir Notre-Dame et Notre-Dame de la Salette (homonymie).
L'église Notre-Dame-de-La-Salette est une église catholique située au 38 rue de Cronstadt avec une autre entrée au 27 rue de Dantzig dans le 15e arrondissement de Paris. Elle est placée sous le vocable de Notre-Dame de La Salette, particulièrement révérée par les Religieux de Saint Vincent de Paul.

## Histoire
La première chapelle à cet endroit a été construite en 1858 par les Frères de Saint Vincent de Paul. Cette congrégation catholique, fondée en 1845 par Jean-Léon Le Prévost, Clément Myionnet et Maurice Maignen, avait fondé dans ce quartier un orphelinat en 1853. Après la guérison de trois de leurs orphelins, les religieux avaient décidé de construire une chapelle dédiée aux Saints Cœurs de Jésus et Marie. La chapelle est agrandie en 1886, mais détruite en 1969 ; quant à l'orphelinat, il est remplacé par le « Foyer Le Prévost » qui, aujourd’hui, loge des jeunes : c’est un bâtiment de dix étages, sous la voûte duquel il faut passer pour se rendre à la nouvelle église dont la construction est entamée en 1963 et achevée en 1965, pour répondre aux besoins spirituels de la population d'un quartier en pleine croissance.
Cette nouvelle église a été érigée selon les plans des architectes Henri Colboc et Jean Dionis du Séjour. Elle est bâtie sur d'anciennes carrières et repose sur vingt-six puits maçonnés dont douze ont entre 18 et 20 mètres de profondeur et traversent les couches exploitées jusqu'au roc solide. Elle fut consacrée par Mgr Pierre Brot, évêque auxiliaire, le 19 septembre 1965.
Au quatrième trimestre 2015, du 13 septembre à Noël, la paroisse Notre-Dame-de-La-Salette a fêté les cinquante ans de sa dédicace et de la construction de son église,.

## Description
L'architecture de l'église est un exemple du renouvellement inspiré par le concile Vatican II. De conception résolument moderne, l'édifice  se trouve entre les rues de Dantzig et de Cronstadt mais n'est visible depuis aucune de ces deux rues. L'entrée principale est située côté rue de Cronstadt. Sa porte à deux vantaux de noyer, sculptée par Jean-Marie Baumel, représente le Christ et la Vierge de La Salette accompagnée des deux enfants témoins de l'apparition. La réalisation du portail a valu à son auteur le prix Puvis de Chavannes. L'église dispose aussi d'une entrée rue de Dantzig, à la hauteur du no 27. Une fois dans l'enceinte, on est dans un havre isolé du monde séculier et de la ville environnante.
À l'extérieur, l'église ronde en béton brut présente un cône ajouré en forme de kouglof. À l'intérieur, son architecture originale en plan circulaire permet d'assurer le maximum de visibilité aux fidèles. Les murs sont dépouillés de toute décoration. Seize piliers portent les voûtes, et la coupole est percée de seize vitraux aux motifs géométriques désignés par Paul Martineau et Joseph Archepel et réalisés par les ateliers Boutzen, et dont les dégradés de couleurs symbolisent les chants de la chorale montant vers le ciel ; ils sont disposés en biais de manière à capter au maximum les rayons lumineux.
Les cloches sont cachées dans le faîtage. Les bancs du déambulatoire proviennent de l'ancienne chapelle des Saints Cœurs de Jésus et de Marie.

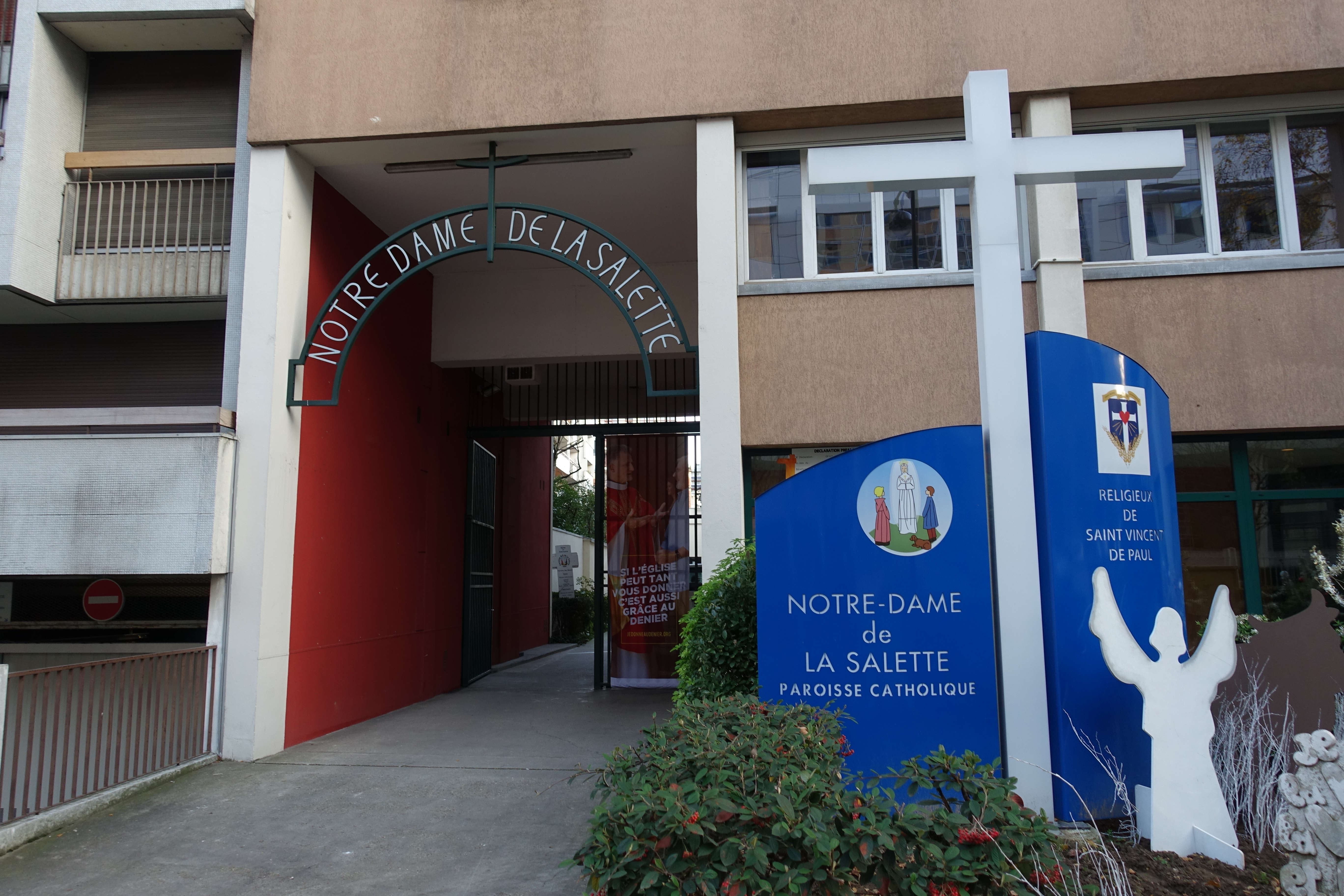
L'entrée du 27 rue de Dantzig.
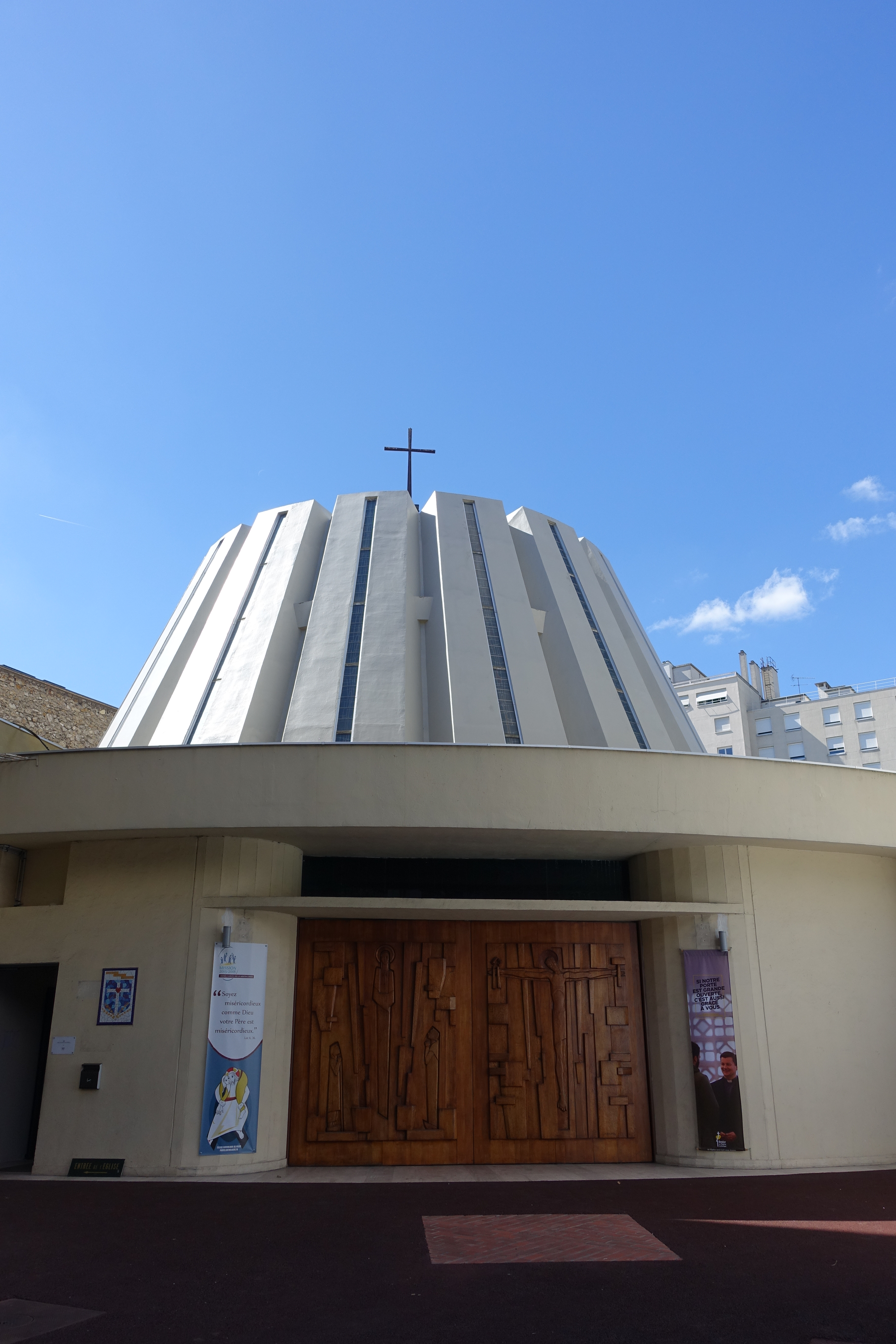
L'entrée de l'église avec le dôme.
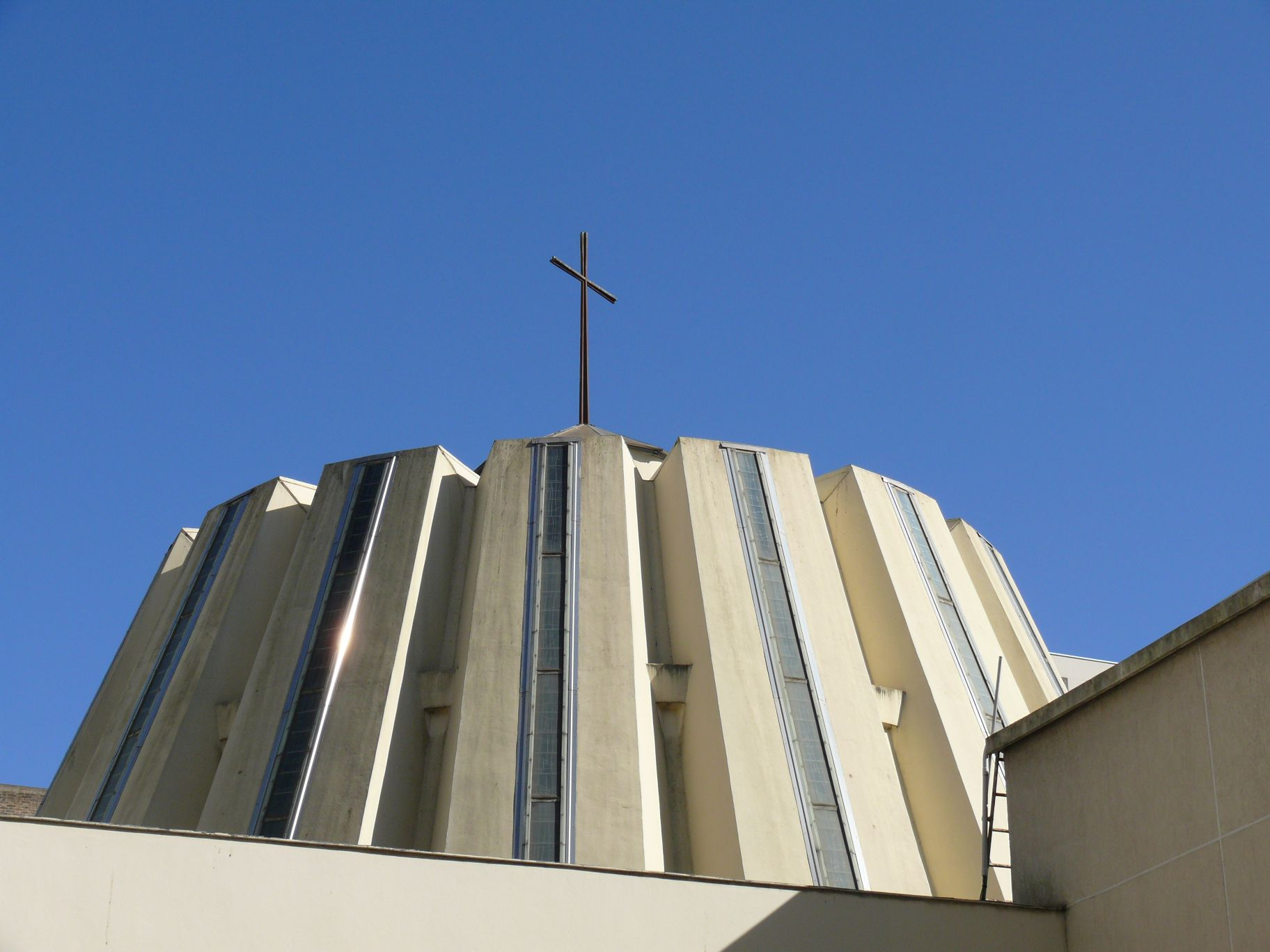
Le dôme de l'église.

L'autel de forme ovale est constitué d'une table de travertin massif, de 20 cm d'épaisseur, 2 m de long et 80 cm de large d'un poids total de 2 tonnes 1/2.
L'église est labellisée « Patrimoine du XXe siècle » le 24 novembre 2011,.
L'église est prolongée d'un sanctuaire préexistant, également nommé Notre-Dame-de-La-Salette, qui présente des reliques du saint Curé d'Ars, de Clément Myionnet et Maurice Maignen, ainsi que la tombe du bienheureux Père Henri Planchat, premier prêtre de la congrégation et fusillé pendant la Commune de Paris, et celle du vénérable Jean-Léon Le Prévost, fondateur de la congrégation des Religieux de Saint-Vincent-de-Paul qui animent encore aujourd'hui la paroisse.

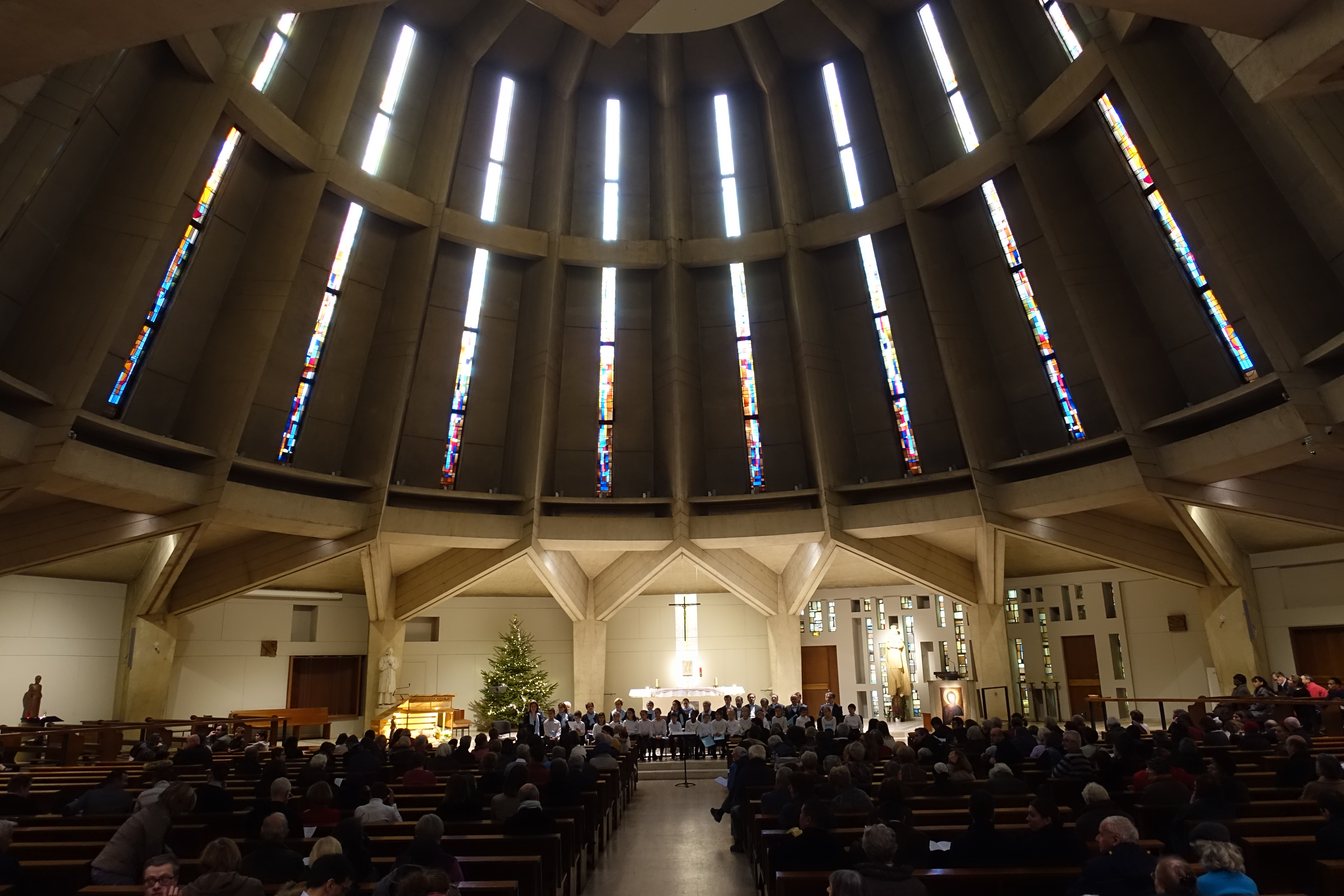
L'intérieur de l'église.
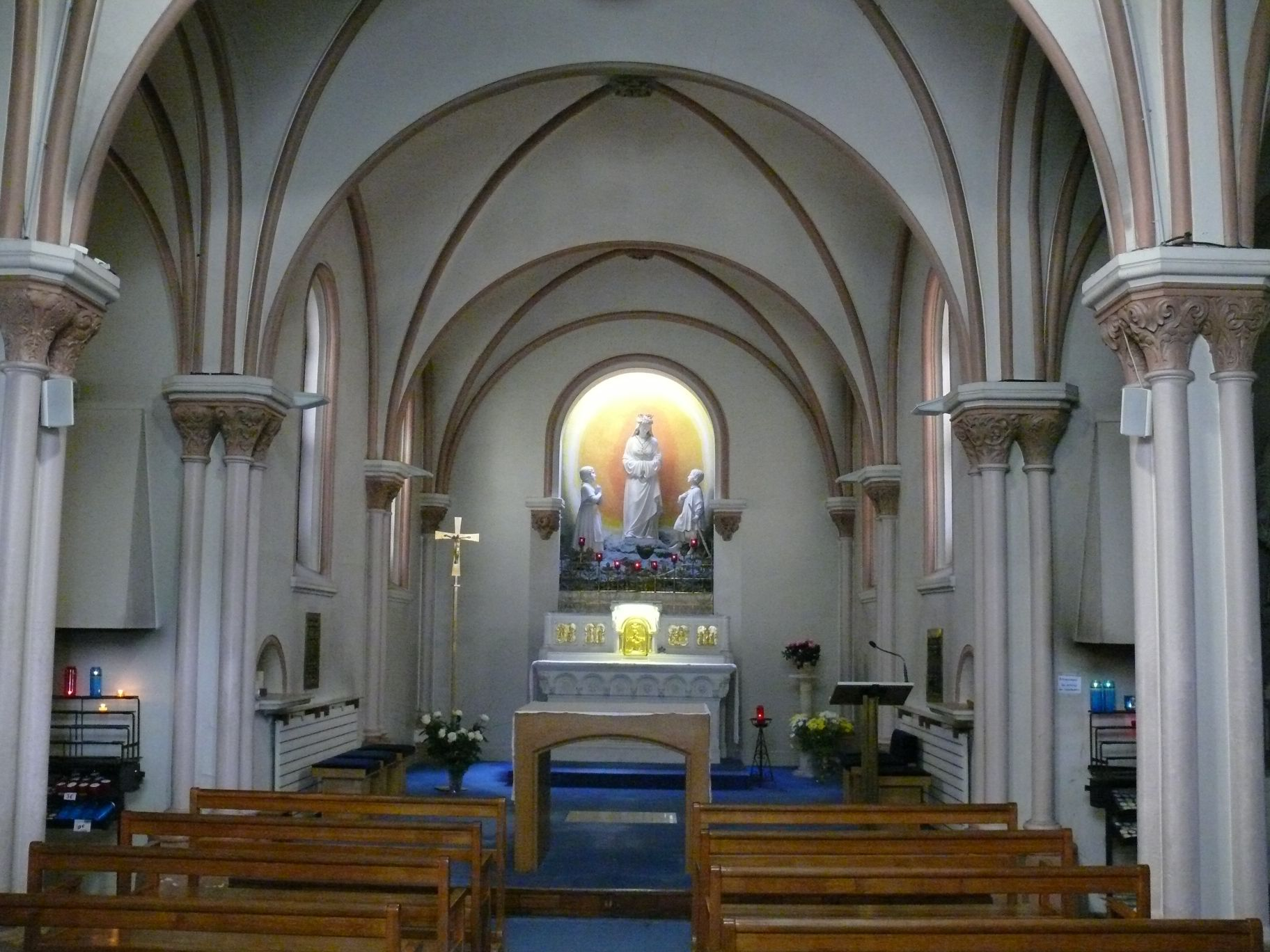
La chapelle Notre-Dame de La Salette.
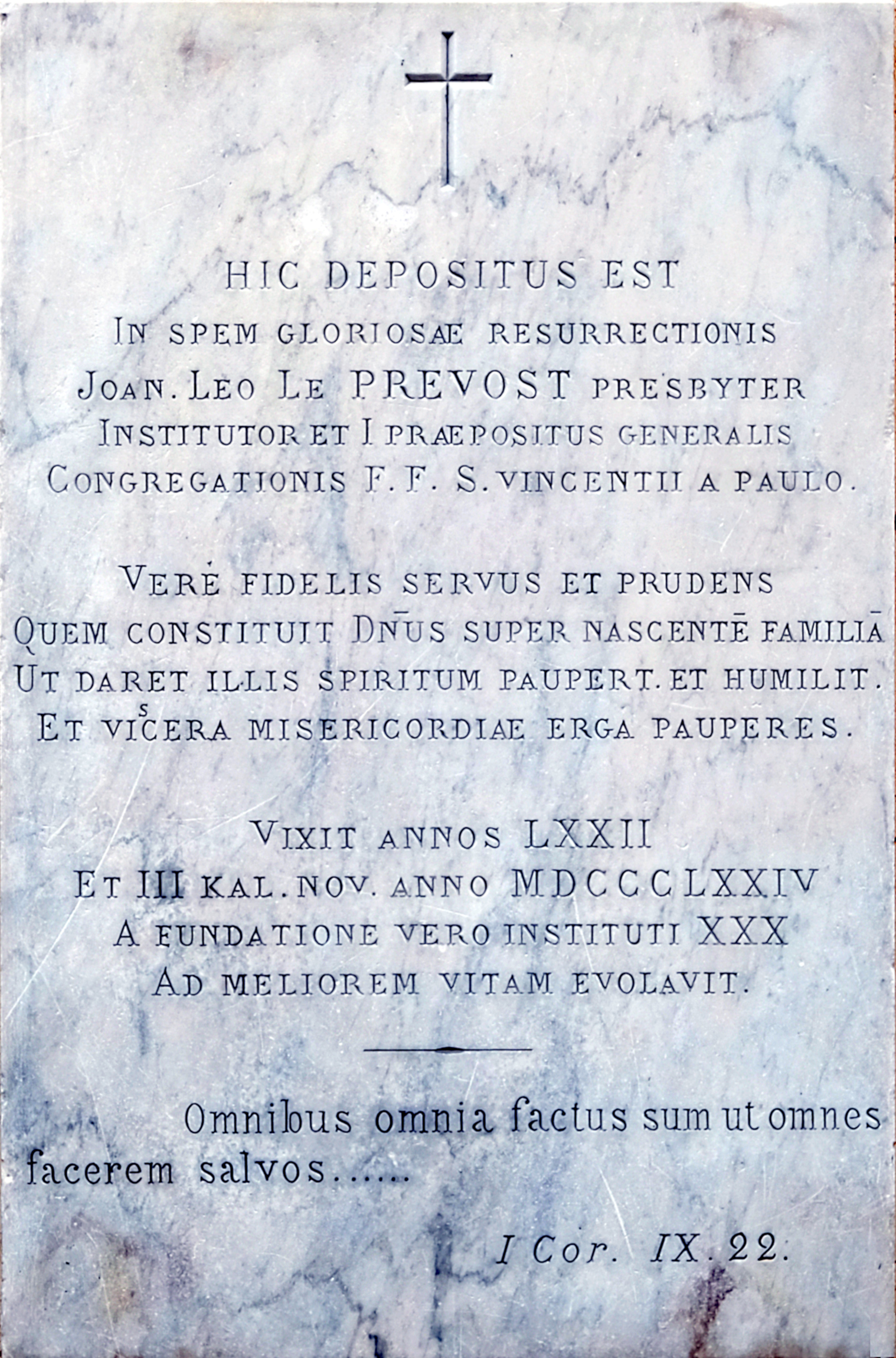
Plaque mortuaire du vénérable Jean Léon le Prévost.
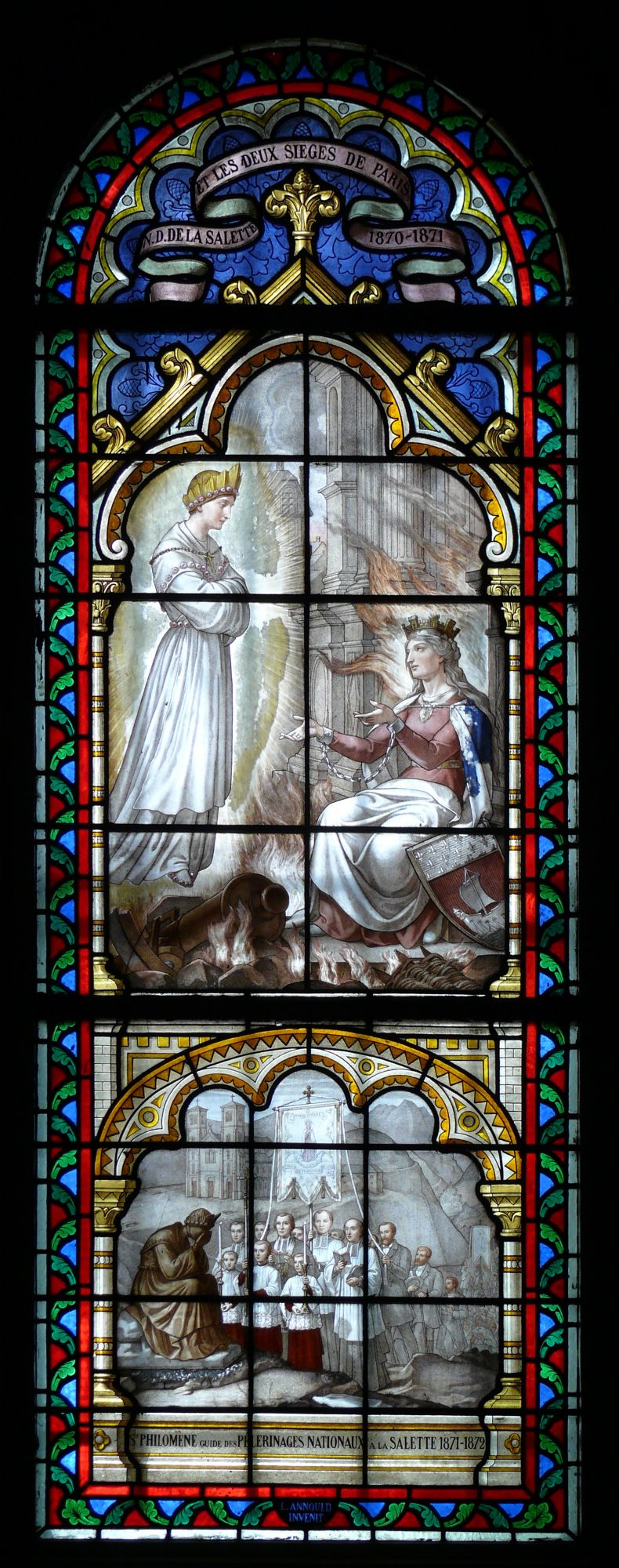
Vitrail de sainte Philomène.

## L'orgue

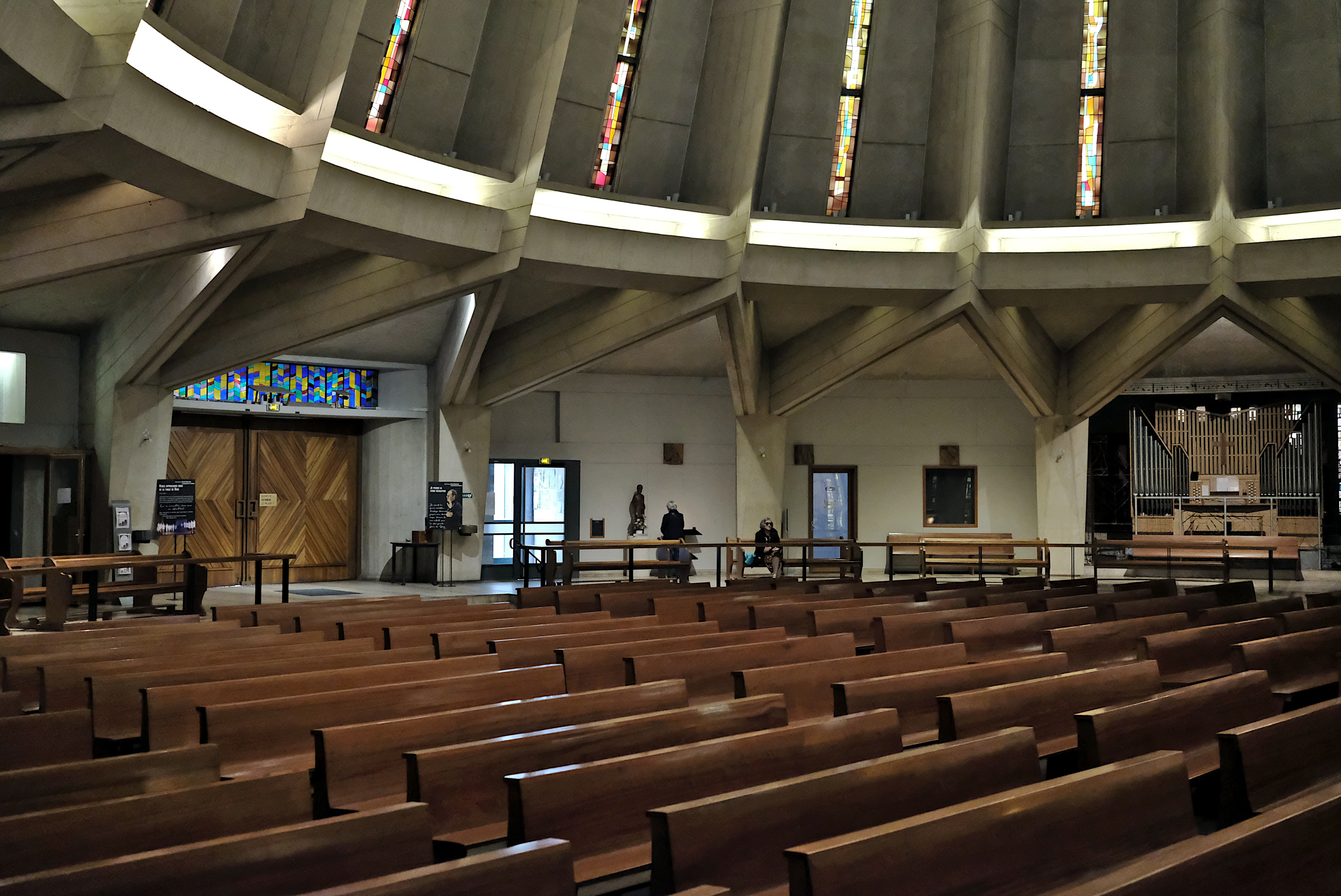
L'intérieur de l'église de la Salette avec l'orgue à droite.

L'orgue est un Danion-Gonzalez de 1970 avec deux claviers de cinquante-six notes et pédalier de trente-deux notes; transmissions mécaniques; treize jeux (onze réels).
L'église Notre-Dame-de-La-Salette propose également une programmation culturelle variée de concerts,.